# 朱雀三号运载火箭
朱雀三号运载火箭是由中华人民共和国民营航天公司蓝箭航天研制的二级部分可复用不锈钢液氧甲烷动力液体燃料运载火箭。朱雀三号预计2025年首飞。朱雀三号的有效载荷预计将包括国网星座卫星及昊龙货运航天飞机。

## 研制历程
2023年12月9日，蓝箭航天首次正式公布朱雀三号运载火箭。朱雀三号采用不锈钢材料，一子级设计上的理论可重复使用次数可达20次，预计将在2025年具备首飞能力。此前海南商业航天发射场2号发射工位的相关招标信息中曾出现过“ZQ-3”字样。
2024年1月19日16时整，朱雀三号VTVL-1验证火箭在酒泉卫星发射中心成功完成首次垂直起降返回飞行试验，该火箭使用1台天鹊-12改进型液氧甲烷发动机，飞行高度约350米。
2024年9月11日中午，朱雀三号VTVL-1验证火箭在酒泉卫星发射中心完成10公里级垂直起降返回飞行试验。
2025年6月20日12时整，朱雀三号火箭在酒泉卫星发射中心完成一级动力系统试车，该火箭并联9台天鹊-12A液氧甲烷发动机，总推力7542千牛，点火时间45秒。

## 发射记录

### 数据统计
- 成功
- 计划
- 部分失利
- 失利